# Ситников, Алексей Александрович
Алексе́й Алекса́ндрович Си́тников (азерб. Aleksey Aleksandroviç Sitnikov, род. 23 мая 1986 года в Кирове, СССР) — азербайджанский фигурист, выступающий в танцах на льду. В паре с Юлией Злобиной он победитель открытого чемпионата Эстонии 2011 года, серебряный призёр зимней Универсиады и бронзовый призёр Мемориала Ондрея Непелы 2011. Выступая за Россию пара участвовала в серии Гран-при сезона 2007—2008.

## Карьера
Алексей Ситников начал заниматься фигурным катанием в возрасте 5 лет. Занимался в Кирове у Ольги Николаевны Рябининой. В 2004 году они с Юлией Злобиной начали выступать на международном уровне, участвовали в Гран-при среди юниоров.
В 2005 году, вместе с тренером и ещё тремя танцевальными парами (Ольга Гмызина/Иван Лобанов, Мария Монько/Александр Борцов и Ксения Монько/Кирилл Халявин) переехали в Ростов-на-Дону, так как там были предложены лучшие условия для тренировок. В сезоне 2006—2007 выиграли один из этапов Гран-при среди юниоров и, получив бронзу на втором, пробились в Финал серии, где были 6-ми (из восьми участников). В следующем сезоне участвовали во «взрослом» Гран-при, без особых успехов (7-е и 9-е место).
В мае 2009 года, опять вместе с Рябининой, переехали в Москву и вошли в группу Елены Кустаровой и Светланы Алексеевой. Но пробиться в основную российскую сборную не удавалось из-за большой конкуренции. Самым высоким их местом на чемпионатах России было 5-е место в 2010 году.
В 2010 году фигуристы приняли решение поменять спортивное гражданство и начать выступать за Азербайджан, где с 2009 года нет других танцевальных дуэтов. Впервые под флагом Азербайджана они выступили в декабре 2010 года на открытом чемпионате Эстонии и обыграли там чемпионов Эстонии, пару Ирина Шторк/Таави Ранд. Первым международным соревнованием за Азербайджан стал для пары Мемориал Ондрея Непелы 2011 в сентябре 2011 года, на котором они завоевали бронзовые медали.
В марте 2013 года Алексей Ситников в паре с Юлией Злобиной по итогам чемпионата мира в канадском Лондоне выиграли лицензию на зимние Олимпийские игры в Сочи 2014 года. В конце года на Зимней Универсиаде в Италии азербайджанская пара впервые для фигурного катания Азербайджана выиграла серебряную медаль.
По окончании олимпийского сезона пара приняла решение завершить спортивную карьеру.

## Спортивные достижения

### Результаты за Азербайджан
(с Ю.Злобиной)
| Соревнования                    | 2010—2011 | 2011—2012 | 2012—2013 | 2013—2014 |
| ------------------------------- | --------- | --------- | --------- | --------- |
| Олимпийские игры                |           |           |           | 12        |
| Чемпионаты мира                 |           | 17        | 16        | 12        |
| Чемпионаты Европы               |           | 10        | 7         | 6         |
| Этапы Гран-при: Skate America   |           |           |           | 8         |
| Этапы Гран-при: Trophée Bompard |           |           | 5         |           |
| Этапы Гран-при: Skate Canada    |           |           | 6         |           |
| Nebelhorn Trophy                |           |           | 2         |           |
| Зимние Универсиады              |           |           |           | 2         |
| Золотой конёк Загреба           |           |           | 2         | 1         |
| Ice Star                        |           |           | 1         |           |
| Мемориал Ондрея Непелы          |           | 3         |           |           |
| NRW Trophy                      |           | 5         |           |           |
| Istanbul Cup                    |           | 1         |           |           |
| Чемпионаты Эстонии**            | 1         |           |           |           |

- ** — вне зачёта

### Результаты за Россию
(с Ю.Злобиной)
| Соревнования                           | 2003—2004 | 2004—2005 | 2005—2006 | 2006—2007 | 2007—2008 | 2008—2009 | 2009—2010 |
| -------------------------------------- | --------- | --------- | --------- | --------- | --------- | --------- | --------- |
| Чемпионаты России                      | 8         | 8         | 9         | 8         | 6         | 7         | 5         |
| NHK Trophy                             |           |           |           |           | 7         |           |           |
| Skate Canada International             |           |           |           |           | 9         |           |           |
| Nebelhorn Trophy                       |           |           |           |           |           | 5         |           |
| Финалы Гран-при среди юниоров          |           |           |           | 6         |           |           |           |
| Этапы Гран-при среди юниоров, Чехия    |           |           |           | 1         |           |           |           |
| Этапы Гран-при среди юниоров, Венгрия  |           |           |           | 3         |           |           |           |
| Этапы Гран-при среди юниоров, Болгария |           |           | 6         |           |           |           |           |
| Этапы Гран-при среди юниоров, Эстония  |           |           | 4         |           |           |           |           |
| Этапы Гран-при среди юниоров, Сербия   |           | 5         |           |           |           |           |           |